# Менгерскірхен
Менґерскірхен (нім. Mengerskirchen) — муніципалітет в Німеччині, земля Гессен. Підпорядковується адміністративному округу Гіссен. Входить до складу району Лімбург-Вайльбург. До складу муніципалітету входить п'ять сіл — Менґеркірхен, Діллгаусен, Проббах, Вальдернбах та Вінкельс.

## Розташування

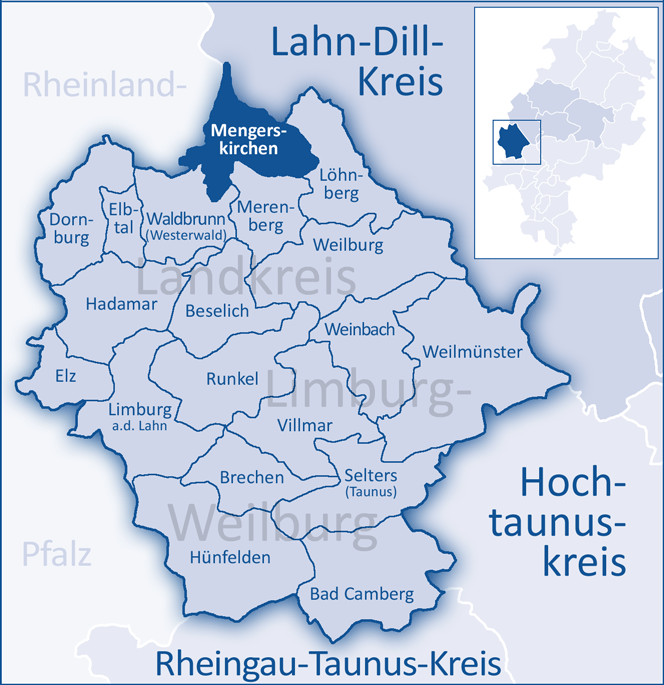
Менґеркірхен на мапі Лімбург-Вайльбургу

Менґеркірхен межу на півночі з муніципалітетом Ґрейфенштейн (район Лан-Дилль), на сході з Льонберґом, на півдні з містом Вайльбурґ, на південному заході з муніципалітетом Вальдбрунн, і на заході з Ельзоф, Нойнкірхен та Оберрод.

## Історія
Перша письмова згадка про Менґеркірхен датована 1279 роком у документах монастиря Святого Лаврентія з Дітскірхена-на-Лані.

## Замок
У Менґеркірхені знаходиться замок, котрий було закладено 1312 року Нассауською династією. Приблизно у 1662 році Генріх Моріц фон Нассау-Гадамар побудував північне крило замку.
1711 (за іншими даними — 1717) замок прийшов у спадок до Крістіана, принца Нассау-Ділленбурґ. З 1811 по 1813 у замку були казарми наполеонівської жандармерії. 1819- 1973 роках у замку була школа.
Замок з 1983 року використовується як муніципальний офіс та громадський центр. У вежі замку з 5 жовтня 1990 року діє краєзнавчий музей. Усередині вежі, 1985 року, були виявлені залишків готичних настінних розписів періоду 1500 років. 

## Освіта
У муніципалітеті Менґеркірхен є початкова та середня школи(нім.).

## Світлини

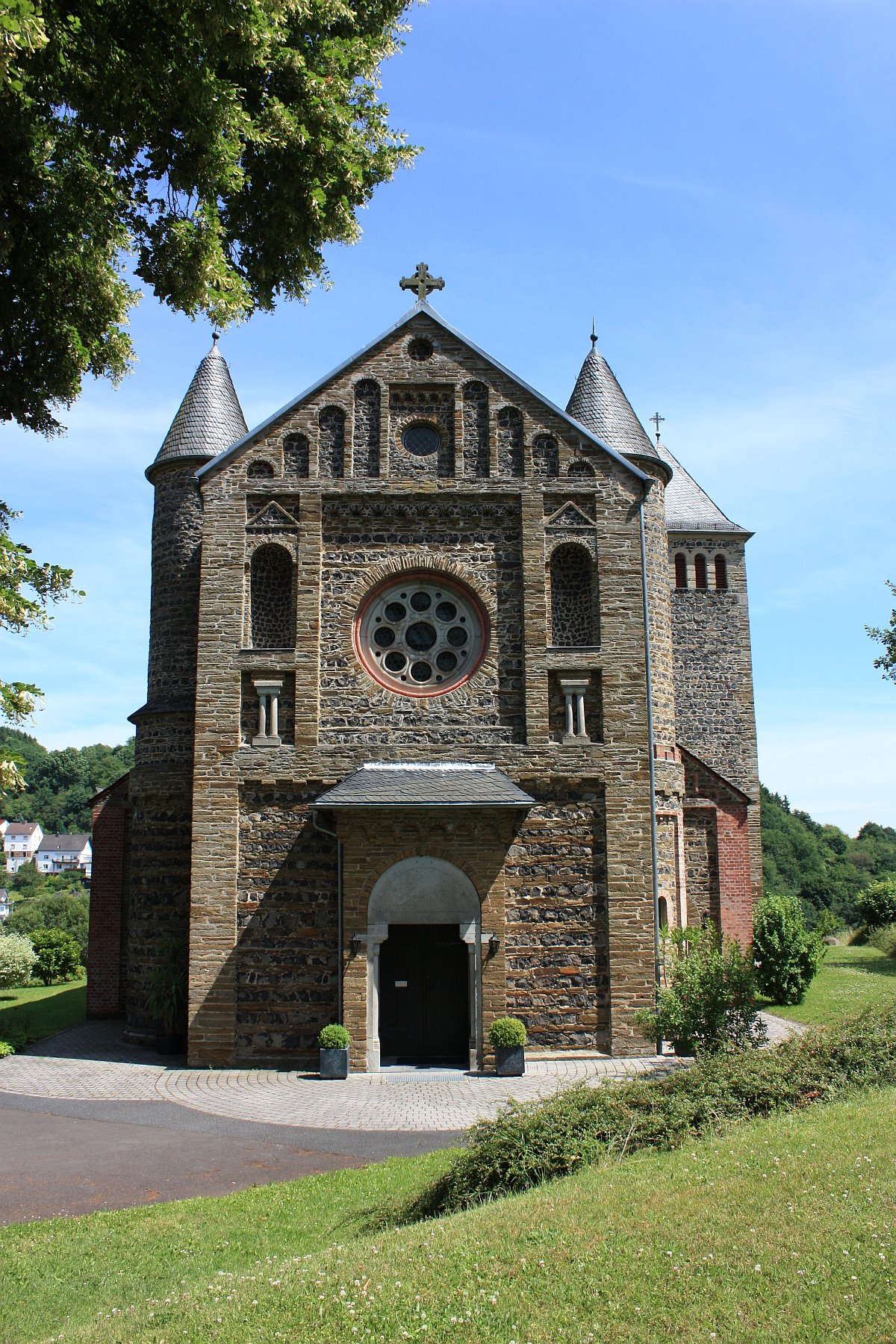
Кірха Св. Лаврентія у Діллгаусені
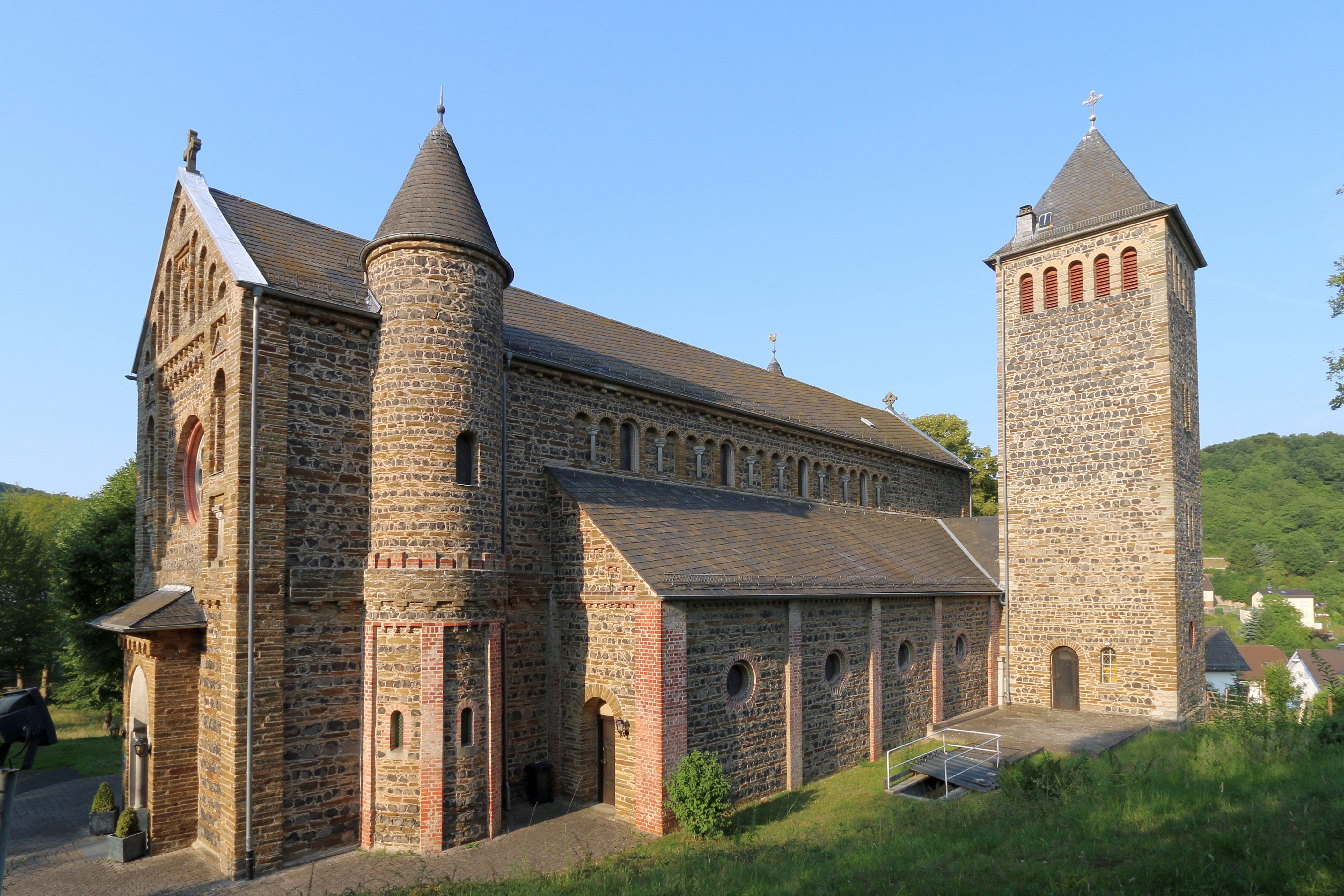
Кірха Св. Лаврентія у Діллгаусені
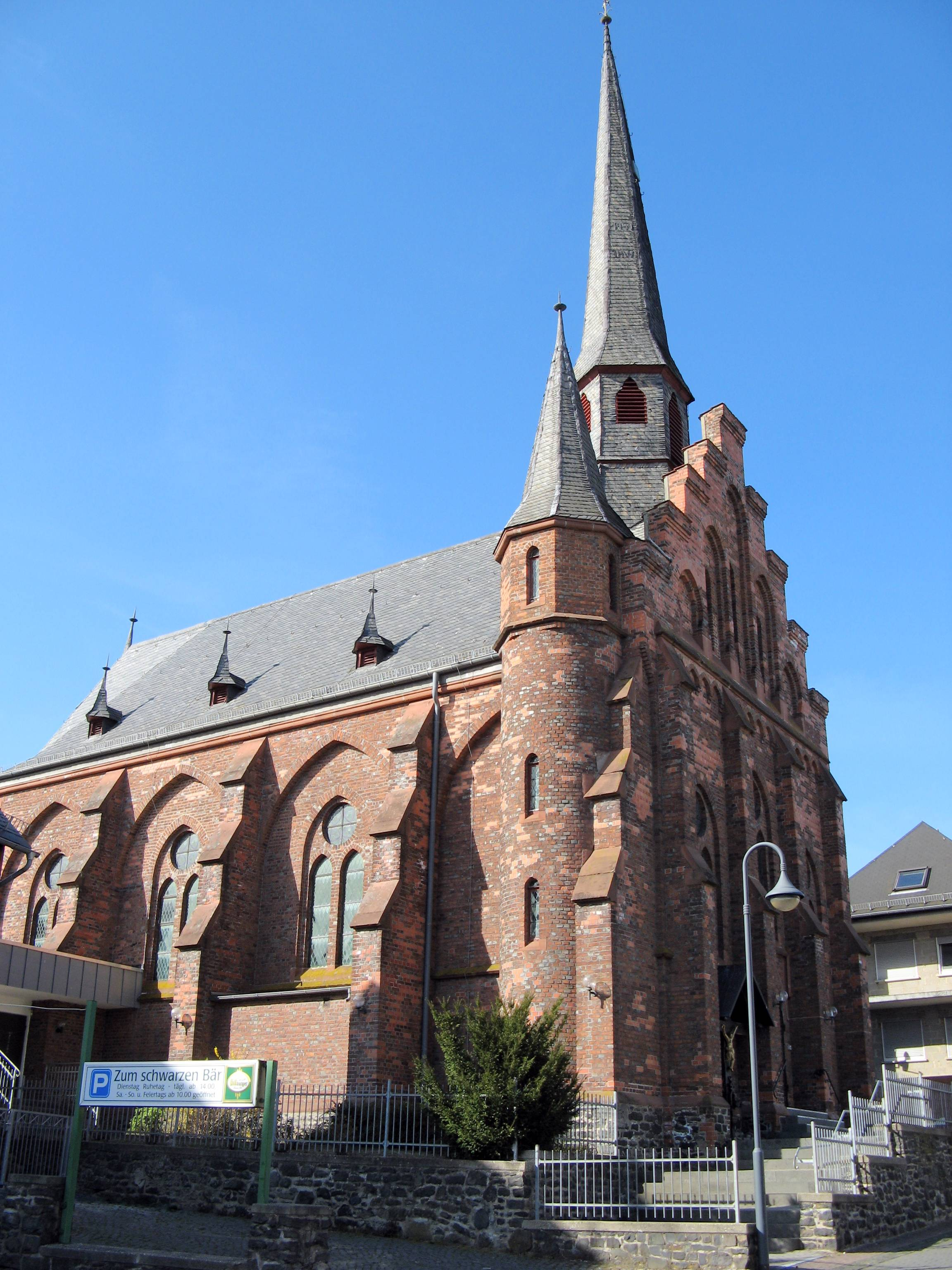
Кірха у Вальдернбаху
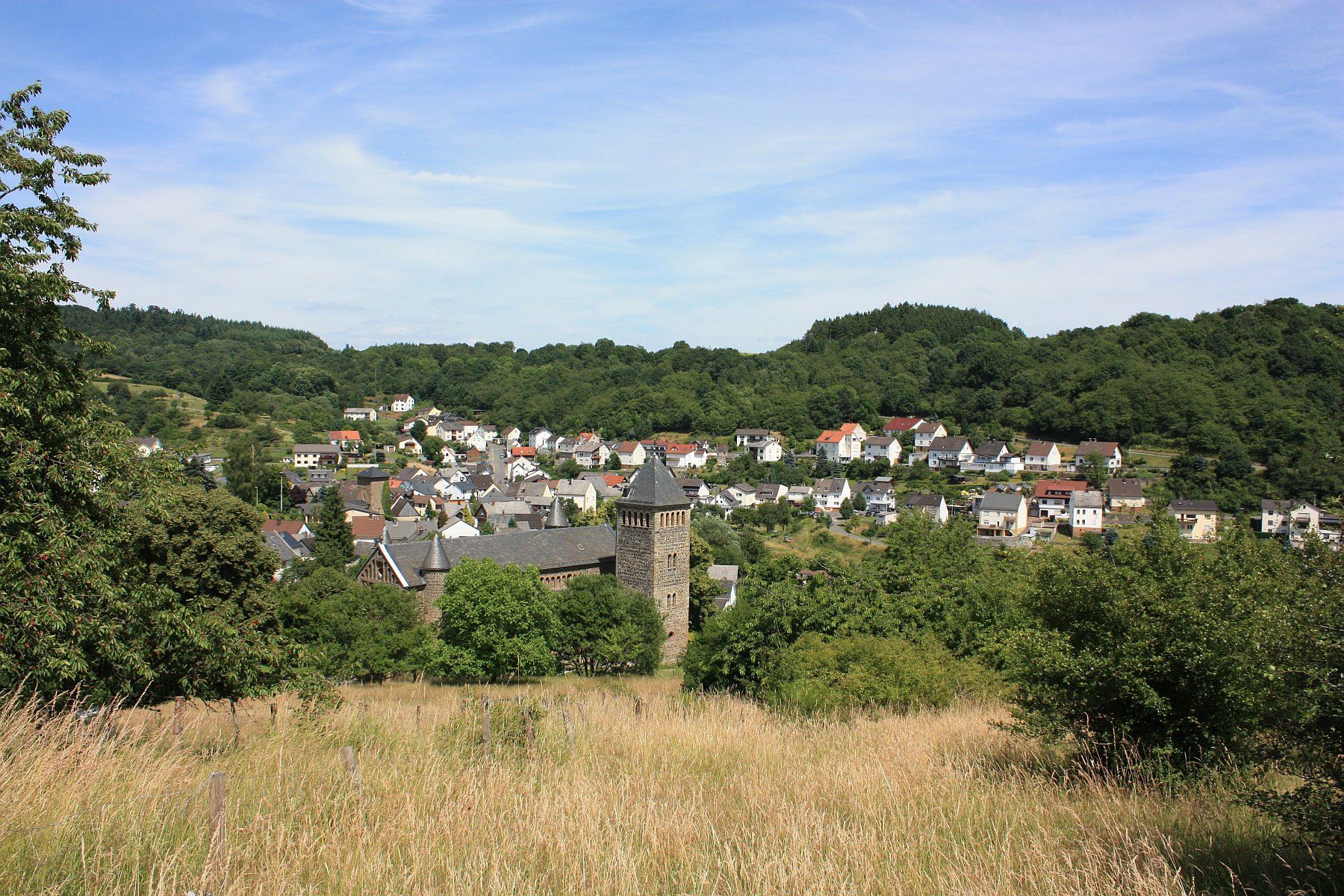
Діллгаусен
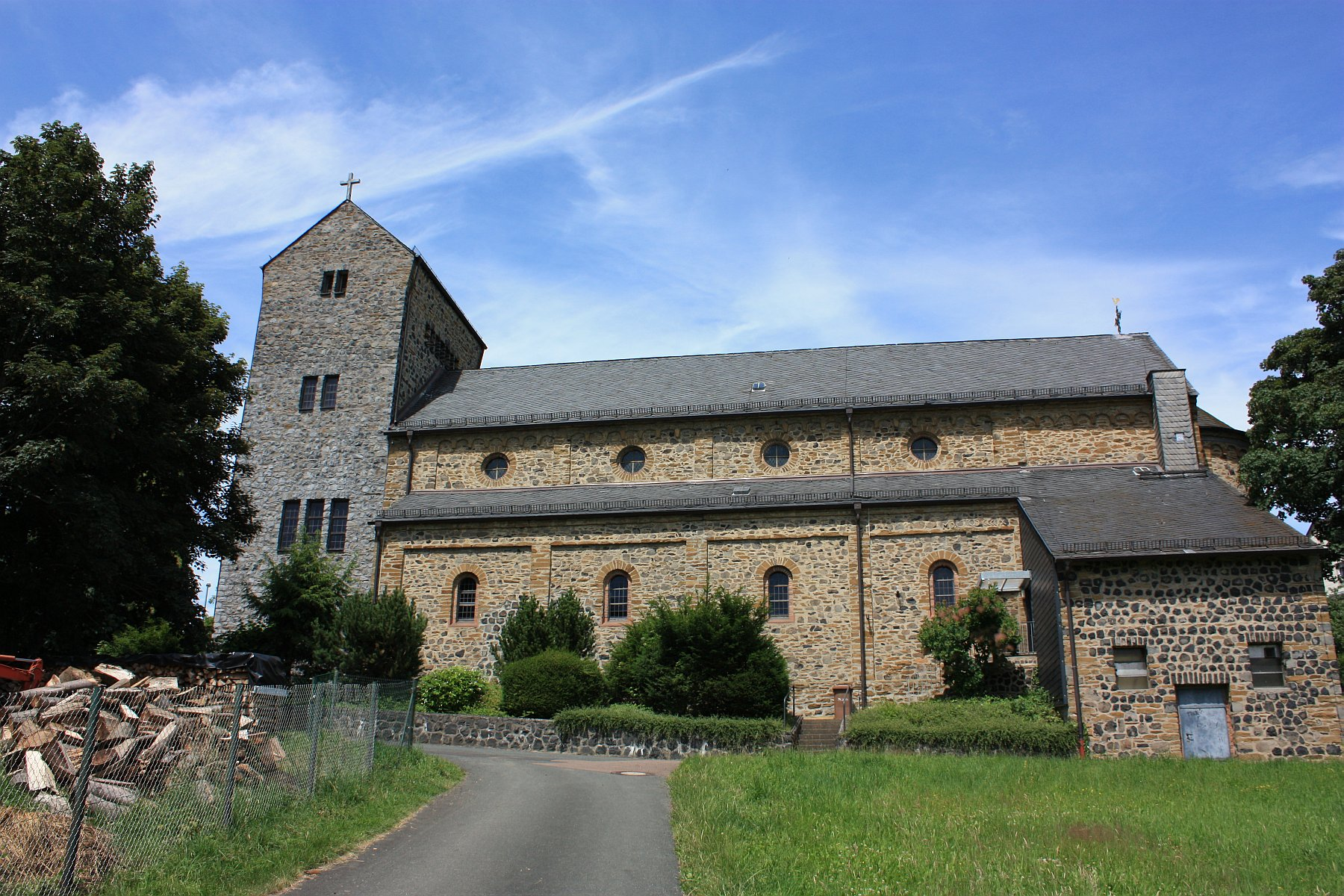
Кірха Св. Міхаеліса у Проббаху
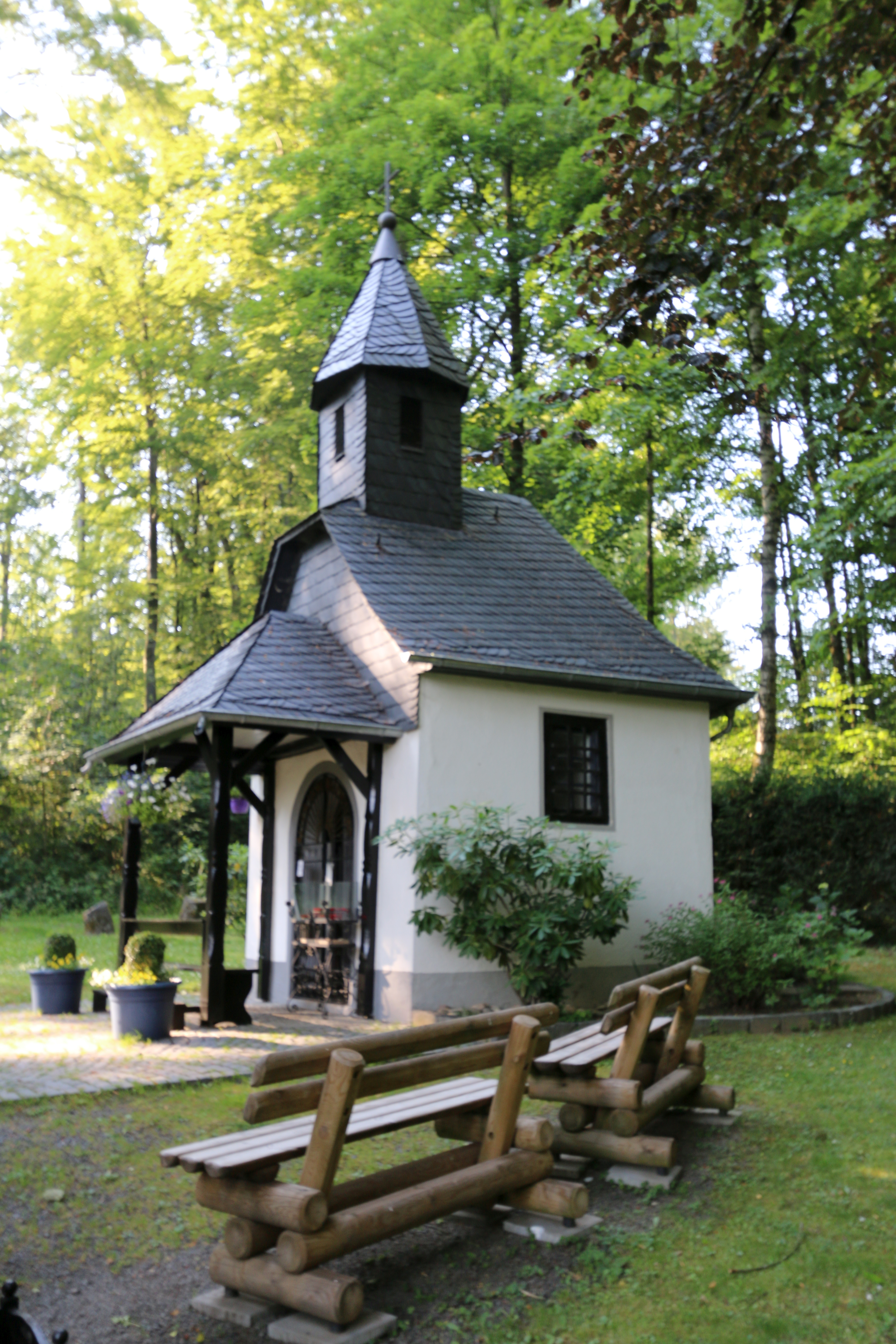
Каплиця Гайліґенгаус у Діллгаусені
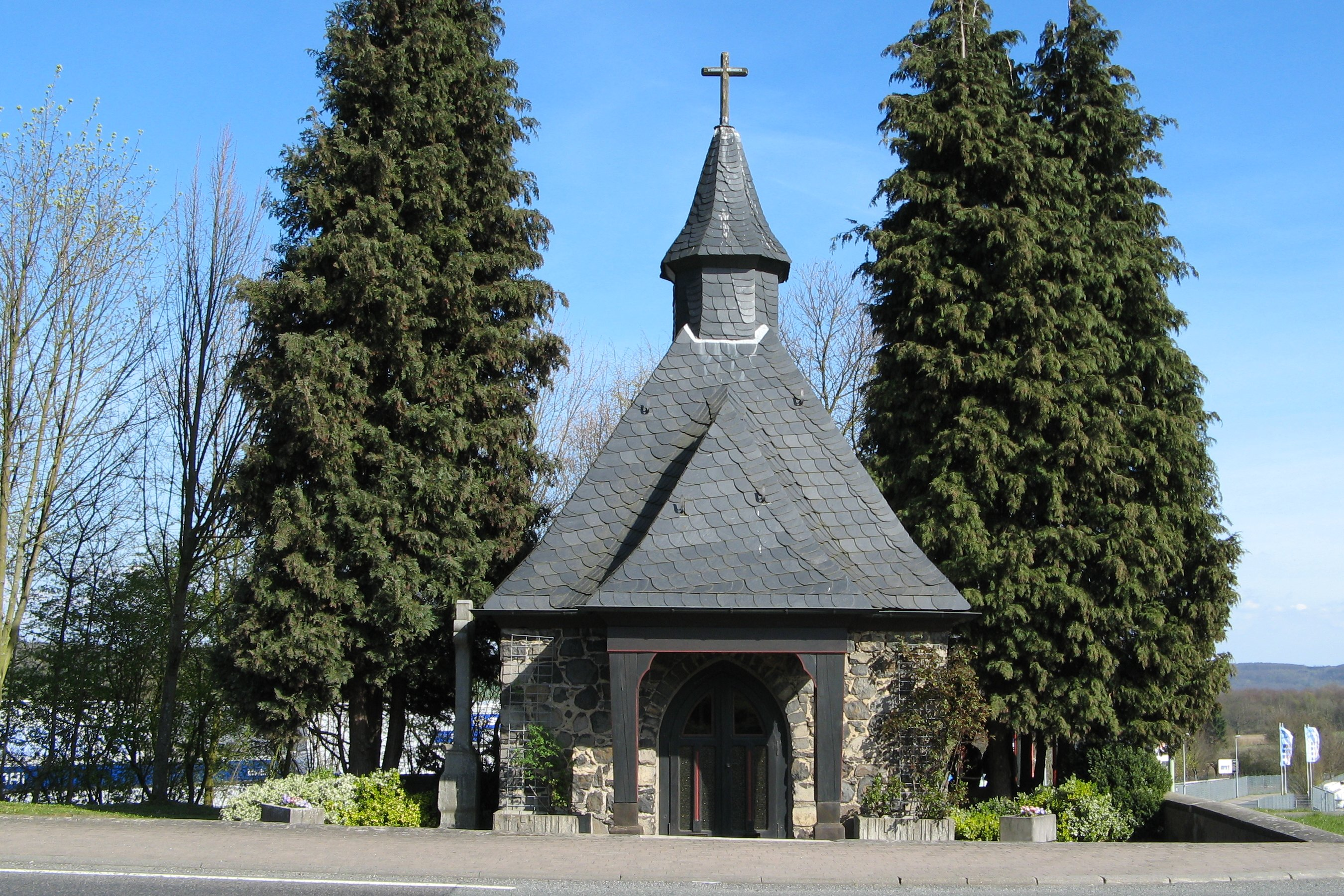
Капличка військового меморіалу у Вальдернбаху
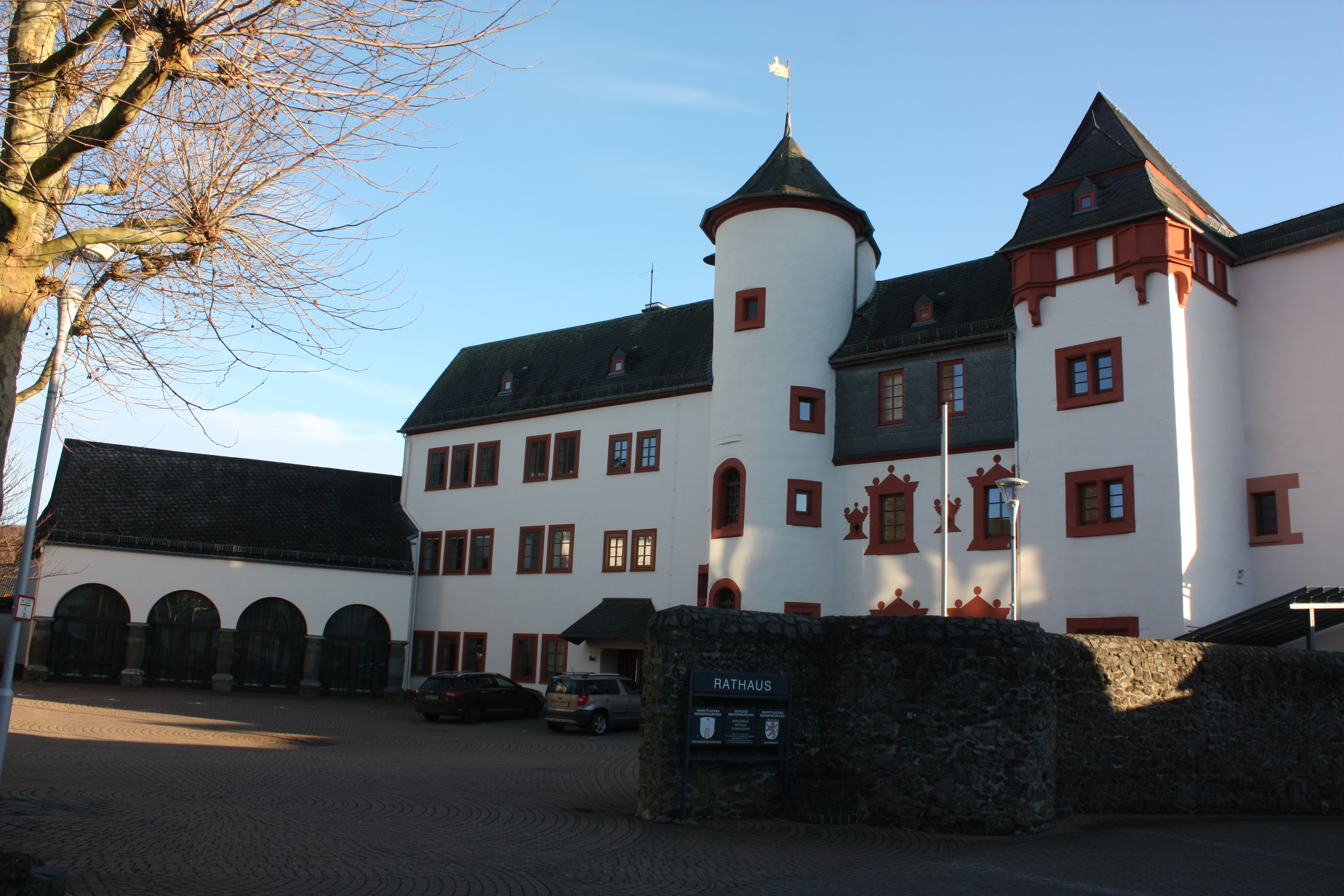
Замок у Менґеркірхені
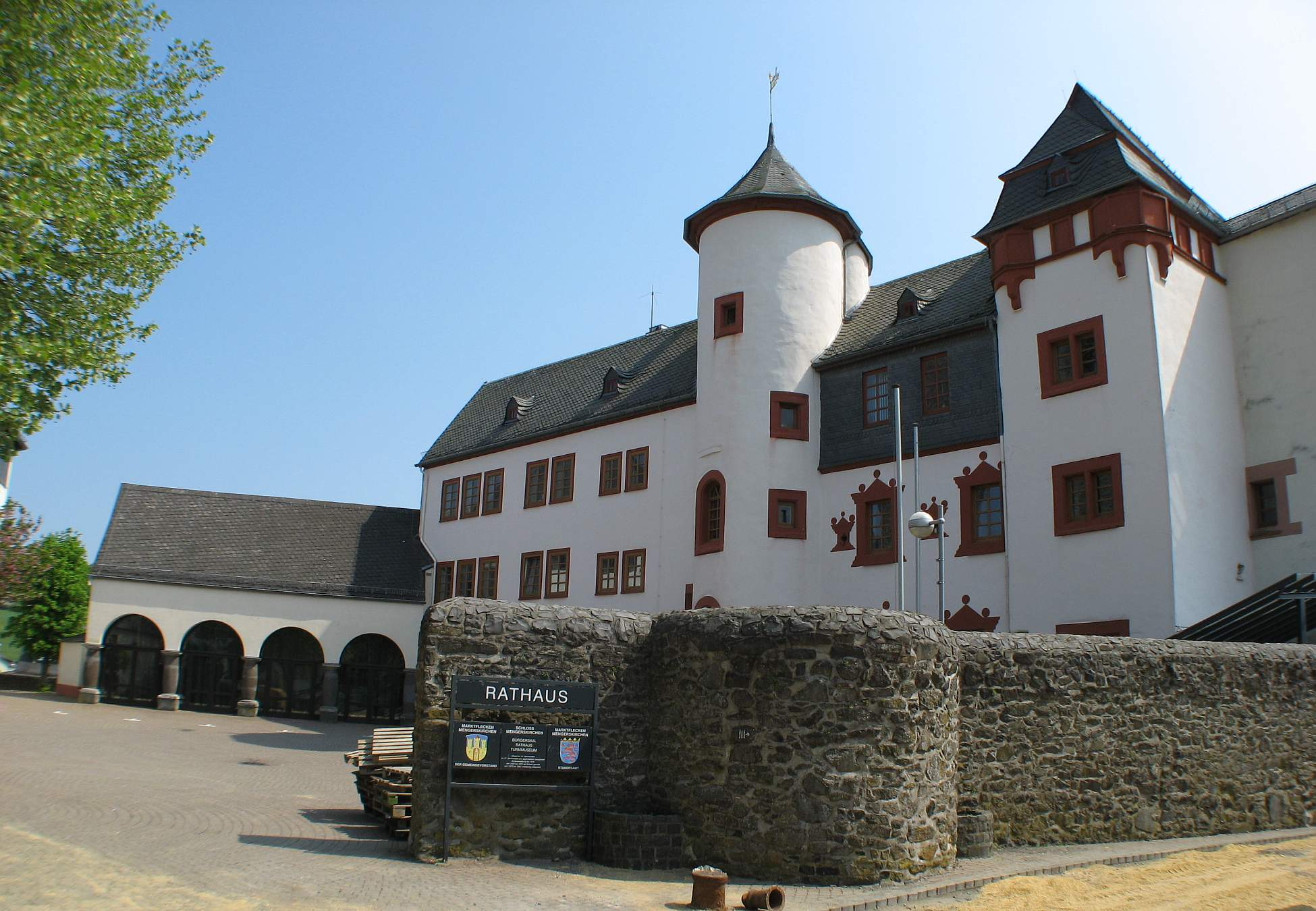
Замок у Менґеркірхені
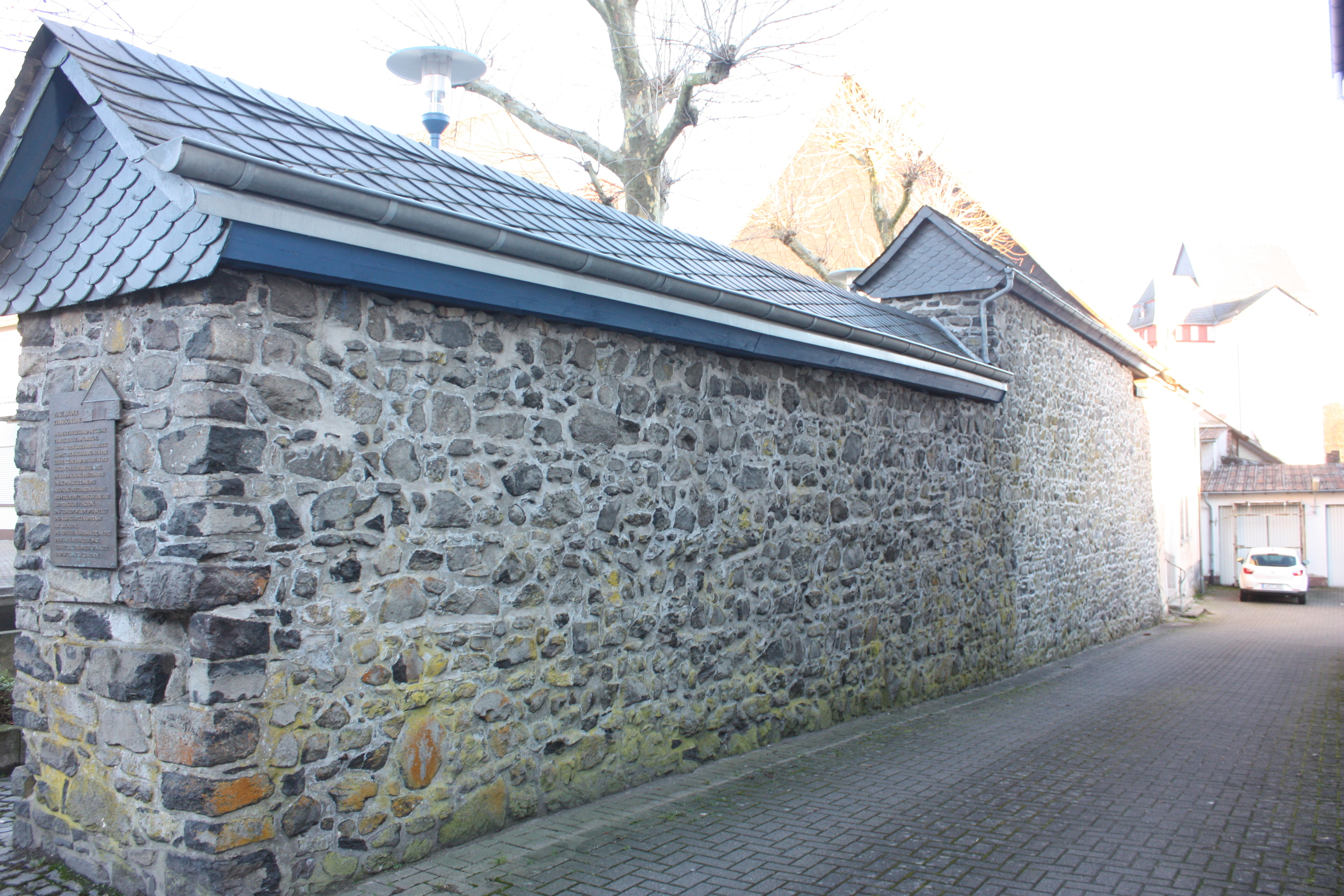
Залишки мурів замку
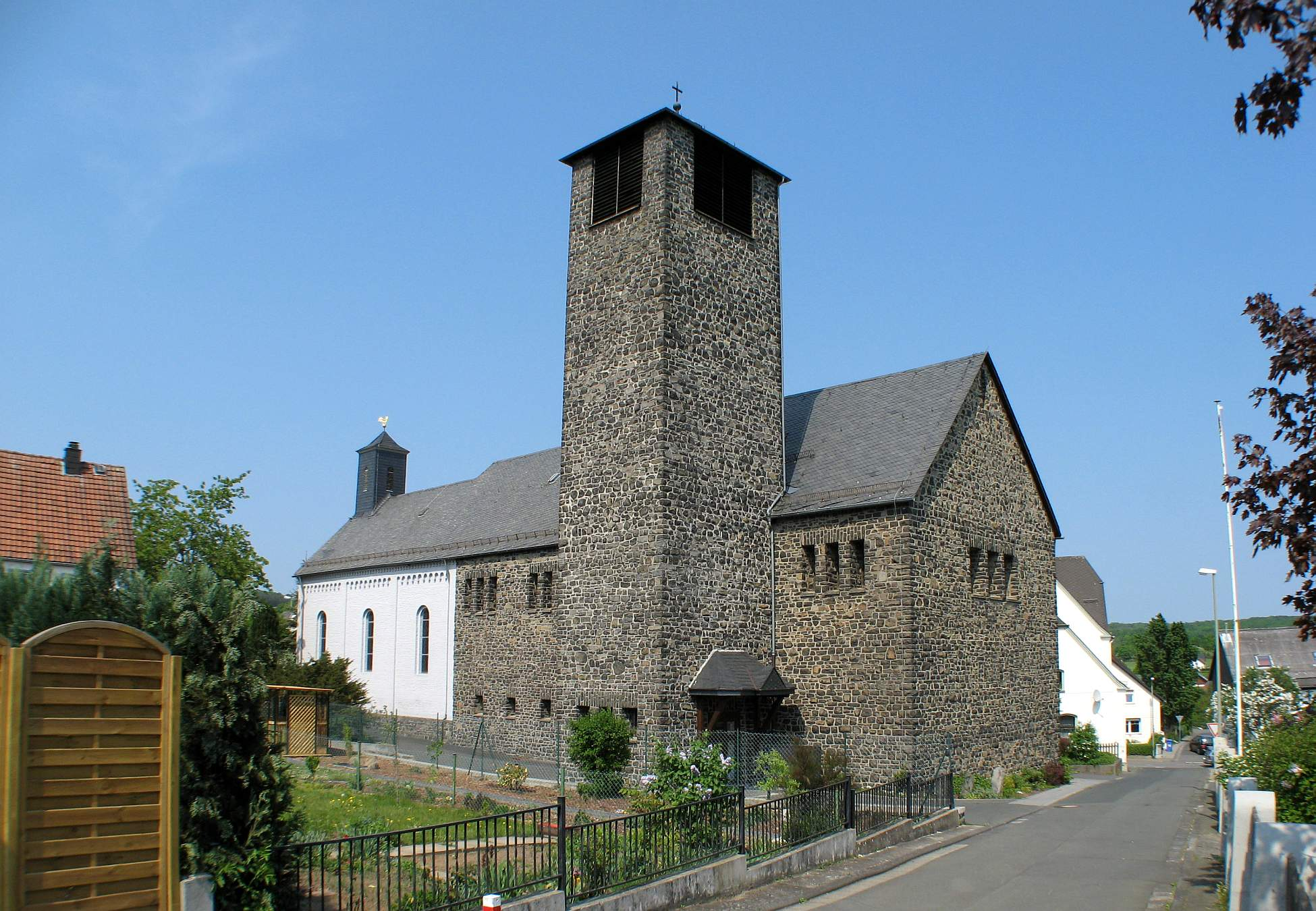
Кірха у Вінкельсі